# Serenatas (Brahms)
Las dos serenatas, opp. 11 y 16, representan dos de los primeros intentos de Johannes Brahms de escribir música orquestal. Ambas datan de los años 1850, específicamente del período en el que trabajó en la corte de Detmold. Según sus biógrafos ese período fue tranquilo y reposado, y a pesar de que al mismo tiempo componía el diabólico primer concierto para piano, compuso algunas piezas corales y el sexteto para cuerda, op. 18.

## Serenata n.º 1 en re mayor, op. 11
La primera serenata fue compuesta entre 1857 y 1858. La idea original era componer un octeto para instrumentos solistas, pero finalmente la arregló para orquesta.
Contiene seis movimientos y dura aproximadamente cuarenta minutos.
- Allegro molto (re mayor)
- Scherzo. Allegro non troppo (re menor) – Trio. Poco più moto (si bemol mayor)
- Adagio non troppo (si bemol mayor)
- Menuetto I (sol mayor) – Menuetto II (sol menor)
- Scherzo. Allegro (re mayor) – Trio
- Rondo. Allegro (re mayor)

## Serenata n.º 2 en la mayor, op. 16
La segunda serenata fue escrita entre 1857 y 1860, y está dedicada a Clara Schumann. Llama poderosamente la atención su orquestación: sin timbales, trompetas, ni violines. En este sentido se le suele relacionar con la ópera Uthal de Etienne Méhul. 
En 1875 Brahms revisó la partitura para una nueva edición, por lo general usada hoy en día. Algunos autores han sugerido que la peculiar orquestación fue producto de esta revisión. Otros lo desmienten.
La serenata consta de cinco movimientos y dura aproximadamente treinta minutos. 
- Allegro moderato (la mayor)
- Scherzo. Vivace (do mayor) – Trio (fa mayor)
- Adagio non troppo (la menor)
- Quasi menuetto (re mayor) – Trio (si sostenido menor)
- Rondo. Allegro (la mayor)